# Jüdische Friedhöfe in Stadtlohn
Bei den Jüdischen Friedhöfen in Stadtlohn handelt es sich um 
- den alten Friedhof in der Klosterstraße und
- den neuen Friedhof in der Uferstraße

in der Stadt Stadtlohn im Kreis Borken in Nordrhein-Westfalen.

## Alter Friedhof in der Klosterstraße
- Koordinaten: 51° 59′ 29,5″ N, 6° 55′ 9,3″ O

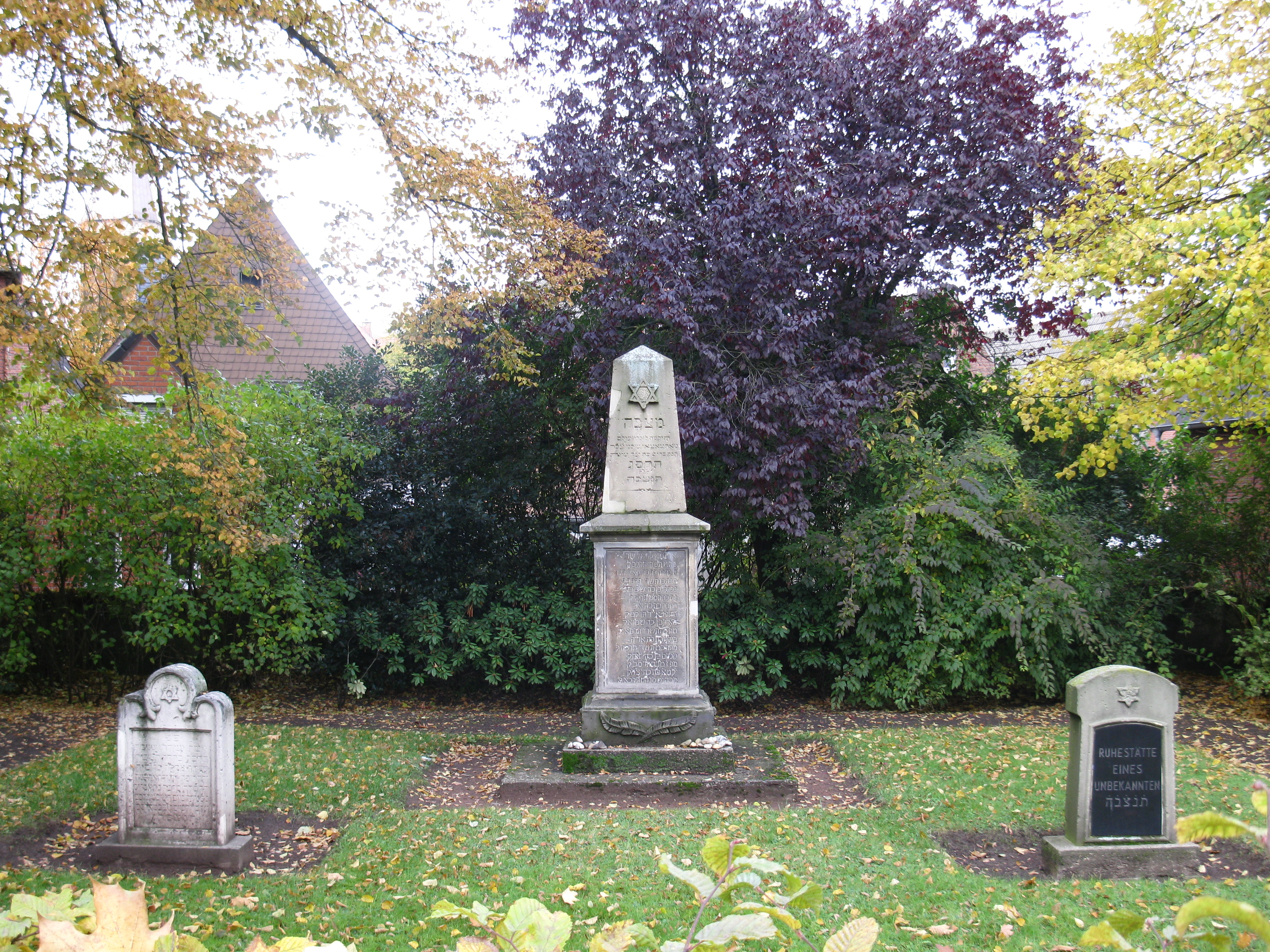
Alter jüdischer Friedhof Stadtlohn (Oktober 2009)

Auf dem Friedhof in der Klosterstraße, der von 1669 bis 1910 belegt wurde, sind zwei Grabsteine erhalten. Neben den beiden Grabsteinen befindet sich auf dem Friedhof ein 1903 errichteter Obelisk mit den Namen von 23 Verstorbenen. Die Gesamtzahl der hier Beerdigten wird auf 200 geschätzt.

## Neuer Friedhof in der Uferstraße
- Koordinaten: 51° 59′ 55″ N, 6° 55′ 52,7″ O

Auf dem Friedhof in der Uferstraße, der von 1911 bis etwa 1940 belegt wurde, sind keine Grabsteine erhalten. Der Friedhof wurde in der NS-Zeit völlig zerstört. Bis zum Untergang der jüdischen Gemeinde in der NS-Zeit fanden 18 Beerdigungen statt.